# Qigang Chen
 (décembre 2023).
Si vous disposez d'ouvrages ou d'articles de référence ou si vous connaissez des sites web de qualité traitant du thème abordé ici, merci de compléter l'article en donnant les références utiles à sa vérifiabilité et en les liant à la section « Notes et références ».
Qigang Chen (chinois : 陈其钢), né le 21 août 1951 à Shanghai, est un compositeur français d'origine chinoise.

## Biographie
Qigang Chen est issu d'une famille lettrée. Il commence ses études musicales dès l'enfance. Jeune adolescent, il est confronté à la Révolution culturelle, et restera enfermé dans une caserne pendant trois ans afin d'y subir une « rééducation idéologique ». Cependant, sa passion pour la musique demeure inébranlable et, en dépit de la pression sociale et politique anticulturelle, il poursuit l'apprentissage de la composition.
En 1977, Qigang Chen est l'un des vingt-six élus sur deux mille candidats à être reçu en classe de composition au Conservatoire central de Pékin. Après cinq ans d’études avec Luo Zhongrong, en 1983 il se présente au concours national où il est classé premier et, de ce fait, est le seul dans son domaine à se voir autorisé à partir pour l’étranger afin d’y poursuivre des études de troisième cycle en composition.
Dernier élève d'Olivier Messiaen de 1984 à 1988. Il étudie également avec Ivo Malec, Betsy Jolas, Claude Ballif ou encore Jacques Castérède. Ses cinq premières années en France lui permettent d’élargir son champ culturel et d’acquérir de nouvelles connaissances sur la musique du XXe siècle : il découvre l’Ircam en y travaillant, écrit des œuvres inspirées par des formations telles que l’Ensemble intercontemporain, le London Sinfonietta ou l’Ensemble Modern, et remporte des prix de concours internationaux de composition…
En 1990, débute une deuxième période, riche en voyages de par le monde, qui lui permet de s’enrichir et de s’éloigner peu à peu de l’univers musical parisien.
Parmi ses œuvres symphoniques, on remarque Reflet d’un temps disparu, pour violoncelle et orchestre, créé par Yo-Yo Ma et l’Orchestre national de France ; Iris dévoilée, pour 3 voix de femmes, trois instruments traditionnels et orchestre, œuvre commandée par Koussevitzky Music Foundation et Radio France ; Wu Xing (Les cinq éléments) pour orchestre, pièce finaliste du Masterprize à Londres, en 2001.
Élu Meilleur musicien classique de la langue chinoise du monde de l'année 2004 par la presse chinoise. Il a reçu le Grand Prix de la Musique symphonique de la Sacem en 2005. Son nouvel album Extase a obtenu le « Coup de cœur de la Musique contemporaine » de l'année 2006 par l'Académie Charles-Cros. Il est ensuite nommé directeur musical de la Cérémonie d’ouverture des Jeux Olympiques 2008 à Pékin. C’est dans le cadre de cette cérémonie d’ouverture qu’il a composé le thème Toi et Moi (Wo He Ni).
En octobre 2009, sa nouvelle œuvre commandée par le Carnegie Hall pour piano et orchestre Er Huang est créée par Lang Lang à New York sous la direction de Michael Tilson Thomas, tandis que l’année suivante, son ballet Épouses et concubines mis en scène par Zhang Yimou fête sa 300e représentation dans le monde depuis sa création en 2001.
Il a multiplié les collaborations : du ballet Épouses et concubines, à la cérémonie d’ouverture des Jeux olympiques et aux bandes son de ses dernières productions Under the Hawthorn Tree (Sous l'aubépine) (2010), The Flowers of War (2011), Coming Home (2013).
Passeur de culture et marieur d’harmonies entre la Chine et la France, il trouve sa place, aux côtés de Jean-Jacques Annaud, au rang des parrains du festival Croisements en 2013. D’autres événements d’ampleur qui se flatte de son parrainage sont, en 2010, la création de la fête de la musique à Shanghai et l'organisation de la tournée en Chine de l'orchestre philharmonique de Radio France en septembre 2012. Il a aussi initié et créé en partenariat avec NCPA (National Centre for the Performing Arts) le programme des jeunes compositeurs – Composer le Futur, dont il est premier juge, dans l’objective de favoriser le développement des jeunes talents chinois.
En 2013, il a reçu le prix Rossini de l’Académie française et est décoré chevalier de l’ordre des Arts et des Lettres.
Qigang Chen est également l’un des compositeurs contemporains vivants qui collaborent avec Virgin Classics/EMI pour ses albums monographiques.

## Œuvres
Une partie des partitions des œuvres de Qigang Chen est éditée par les éditions Billaudot.

### Musique de chambre
- Le Souvenir (1985), pour flûte et harpe, durée : 11 min ;
- Yi (1986), pour clarinette en siᵇ et quatuor à cordes, durée : 13 min 10 s ;
- Hui Sheng (1992), pour orgue, durée : 12 min ;
- San Xiao (1995), pour quatre instruments traditionnels chinois (flûte en bambou, san xian, zheng, pipa), durée : 11 min ;
- Énergie spirale (1996), pour hautbois et percussion, durée : 5 min ;
- Énergie contemplative (1996), pour trois flûtes, durée : 4 min ;
- Instants d’un Opéra de Pékin (2000), pour piano, durée : 9 min ;
- You and Me (2012), pour solo violoncelle et quatre violoncelles, durée : 5 min.

### Ensemble instrumental
- Voyage d’un rêve (1987), pour flûte harpe, percussions et trio à cordes, durée : 18 min ;
- Lumière de Guang Ling (1989), pour ensemble instrumental, durée : 16 min ;
- Enchantements oubliés (2004), pour orchestre à cordes, quatre percussions, piano, célesta et harpe, durée : 17 min.

### Orchestre à cordes
- L’éloignement (2003), pour orchestre à cordes, durée : 15 min.

### Musique symphonique
- Yuan (Origine) (1987-1988), pour grand orchestre symphonique, durée : 17 min ;
- Wu Xing (les 5 éléments) (1998 – 1999), pour grand orchestre symphonique, durée : 11 min.

### Musique concertante
- Feu d’ombre (1990), pour saxophone soprano et ensemble instrumental, durée : 16 min 30 s ;
- Un pétale de lumière (1993) (Hommage à Olivier Messiaen), pour flûte et orchestre, durée : environ 16 min ;
- Extase (1995), pour hautbois et orchestre, durée : 17 min ;
- Reflet d’un temps disparu (1995 – 1996), pour violoncelle et orchestre, durée : 28 min ;
- Concerto pour un instrument de silence, pour guqin et 11 musiciens, durée : 14 min ;
- Extase II (1997), pour hautbois et ensemble instrumental, durée : 17 min ;
- La nuit profonde (2001), pour jinghu, jingerhu et orchestre, durée : 5 min ;
- Un temps disparu (2002), pour Euhu (vièle chinoise à 2 cordes) et grand orchestre, durée : 25 min ;
- Erhuang (2009), pour piano et orchestre, durée : 15 min ;
- Extase III (2010), pour hautbois, ensemble instrumental traditionnel chinois, durée : 17 min ;
- Extase IV (2011), pour hautbois et orchestre traditionnel chinois, durée : 17 min ;
- Reflet d’un temps disparu II (2011), pour violoncelle et orchestre traditionnel chinois, durée : 25 min ;
- Joie éternelle (2013), pour trompette et grand orchestre, durée : 23 min.

### Musique vocale
- Poème lyrique (1990), pour baryton et ensemble instrumental, durée : 14 min ;
- Poème lyrique II (1991), pour baryton et ensemble instrumental, durée : 12 min ;
- Iris dévoilée (2001), Suite concertante pour 3 voix de femmes, 3 instruments traditionnels chinois (erhu, pipa, zheng) et orchestre, durée : 45 min ;
- Songe d’une femme française (2004 – 2005), pour clarinette, soprano et orchestre, sur des poèmes de Christine Frémaux, durée : 30 min ;
- Invisible voices (2005), pour 6 voix mixtes et grand orchestre, durée : 20 min.

### Musique mixte
- Rêve d’un solitaire (1992 – 1993), pour ensemble instrumental ou orchestre électronique, durée : 22 min.

### Œuvres destinées à la formation des instrumentistes
- Danse (1987), pour hautbois et piano, durée : 4 min 20 s.

### Musique de ballet
- Raise the Red Lantern (Épouses et concubines) (2000), durée : 90 min.

### Musique de film
- Sous l'aubépine) (2010), film de Zhang Yimou, durée : 110 min ;
- The Flowers of War (2011), film de Zhang Yimou, durée : 140 min ;
- Coming Home (2013), film de Zhang Yimou.

### Chanson
- You and Me (2008) (chanson thématique des 29e Jeux olympiques à Pékin), pour voix homme et femme, durée : 3 min ;
- Thème du film Sous l'aubépine (2010), pour voix d'homme, durée : 3 min ;
- Mother and Childhood (2011), pour voix homme, durée : 5 min ;
- Invisible Forbidden City (2011), pour voix homme, durée : 3 min.

### Musiques pour des projets en plein air
- musiques pour la cérémonie d’inauguration des 29e Jeux olympiques à Pékin (2008).